# Ta naše písnička česká
Ta naše písnička česká je film z roku 1967 natočený režisérem Zdeňkem Podskalským. Hlavní role ztvárnili Jiřina Bohdalová, Miloš Kopecký a Waldemar Matuška.
Děj se odehrává v Praze a film je prokládaný množstvím Hašlerových písniček. Film pojednává o Stázi, která se rozešla se svým chlapcem Tadeášem. Poté se ale zamilovala rovnou do tří mužů, avšak nakonec si nevybrala ani jednoho a všichni tři muži z toho byli zklamáni. Všichni tři se ale nakonec oženili a měli mnoho dětí a jeden z nich právě se Stázi, protože ta utekla od toho, komu dala před nimi všemi přednost a vrátila se k jednomu z nich.